# Dawid Przepiórka
Dawid Przepiórka (22. prosince 1880, Varšava – 1940?) byl významný polský šachista prvních let dvacátého století.
Narodil se ve Varšavě, tehdejší součásti carského Ruska, do rodiny bohatých vlastníků půdy a podnikatelů židovského původu. Jeho děd Izrael Przepiórka postavil rozlehlý dům na křižovatce bulváru Aleje Jerozolimskie a ulice Nowy Świat v samém srdci Varšavy. Činžovní dům a restaurant Gastronomia (jedna z nejpopulárnějších restaurací ve Varšavě mezi válkami) mu poskytovaly trvalé příjmy, avšak Przepiórku mnohem více zajímaly šachy a matematika než obchod. V sedmi letech se sám naučil hrát šachy, když nikdo z rodiny tuto hru neznal. Jako zázračné dítě porazil v devíti letech mistra Taubenhause.
Krátce před propuknutím první světové války se zcela oddal šachu a začal cestovat po světě. Zúčastnil se řady turnajů, mnoho z nich vyhrál. Mezinárodní šachovou kariéru zahájil v roce 1926 vítězstvím v Mistrovství Polska. V témže roce zvítězil s výsledkem +4 –0 =1 na turnaji v Mnichově před Rudolfem Spielmannem a Jefimem Bogoljubovem. Na druhém (a posledním) Mistrovství světa amatérů obsadil v roce 1928 druhé místo za Maxem Euwe.
O dva roky později zvítězil s polským týmem v sestavě: Akiba Rubinstein, Savielly Tartakower, Kazimierz Makarczyk a Paulin Frydman na 3. šachové olympiádě v Hamburku. V následujícím roce tým obsadil druhé místo na 4. šachové olympiádě v Praze, když byl předstižen družstvem USA o jediný bod.
Po zahraničních úspěších se stal mezi šachisty v Polsku velmi populární a ve třicátých letech se stal místopředsedou Polské šachové federace a předsedal organizačnímu výboru 6. šachové olympiády, která se konala ve Varšavě v roce 1935.
V lednu 1940 byl spolu s přibližně třiceti dalšími milovníky šachu zatčen gestapem v šachové kavárně na rohu ulic Marszałkowskiej a Hożej ve Varšavě. Většina zatčených šachistů byla propuštěna, avšak Przepiórka a další Židé zůstali ve vězení a byli zastřeleni během masových vražd v Palmirách. Přesné datum úmrtí není známo, předpokládá se, že Przepiórka zemřel v dubnu 1940.
Bohemia, 1903 
|   | a                                                                                               | b                                                                                               | c                                                                                               | d                                                                                               | e                                                                                               | f                                                                                               | g                                                                                               | h                                                                                               |   |
| 8 | b7 černý král · b6 bílý jezdec · a5 bílý střelec · b5 bílý jezdec · e5 bílý král · a4 bílý dáma | b7 černý král · b6 bílý jezdec · a5 bílý střelec · b5 bílý jezdec · e5 bílý král · a4 bílý dáma | b7 černý král · b6 bílý jezdec · a5 bílý střelec · b5 bílý jezdec · e5 bílý král · a4 bílý dáma | b7 černý král · b6 bílý jezdec · a5 bílý střelec · b5 bílý jezdec · e5 bílý král · a4 bílý dáma | b7 černý král · b6 bílý jezdec · a5 bílý střelec · b5 bílý jezdec · e5 bílý král · a4 bílý dáma | b7 černý král · b6 bílý jezdec · a5 bílý střelec · b5 bílý jezdec · e5 bílý král · a4 bílý dáma | b7 černý král · b6 bílý jezdec · a5 bílý střelec · b5 bílý jezdec · e5 bílý král · a4 bílý dáma | b7 černý král · b6 bílý jezdec · a5 bílý střelec · b5 bílý jezdec · e5 bílý král · a4 bílý dáma | 8 |
| 7 | b7 černý král · b6 bílý jezdec · a5 bílý střelec · b5 bílý jezdec · e5 bílý král · a4 bílý dáma | b7 černý král · b6 bílý jezdec · a5 bílý střelec · b5 bílý jezdec · e5 bílý král · a4 bílý dáma | b7 černý král · b6 bílý jezdec · a5 bílý střelec · b5 bílý jezdec · e5 bílý král · a4 bílý dáma | b7 černý král · b6 bílý jezdec · a5 bílý střelec · b5 bílý jezdec · e5 bílý král · a4 bílý dáma | b7 černý král · b6 bílý jezdec · a5 bílý střelec · b5 bílý jezdec · e5 bílý král · a4 bílý dáma | b7 černý král · b6 bílý jezdec · a5 bílý střelec · b5 bílý jezdec · e5 bílý král · a4 bílý dáma | b7 černý král · b6 bílý jezdec · a5 bílý střelec · b5 bílý jezdec · e5 bílý král · a4 bílý dáma | b7 černý král · b6 bílý jezdec · a5 bílý střelec · b5 bílý jezdec · e5 bílý král · a4 bílý dáma | 7 |
| 6 | b7 černý král · b6 bílý jezdec · a5 bílý střelec · b5 bílý jezdec · e5 bílý král · a4 bílý dáma | b7 černý král · b6 bílý jezdec · a5 bílý střelec · b5 bílý jezdec · e5 bílý král · a4 bílý dáma | b7 černý král · b6 bílý jezdec · a5 bílý střelec · b5 bílý jezdec · e5 bílý král · a4 bílý dáma | b7 černý král · b6 bílý jezdec · a5 bílý střelec · b5 bílý jezdec · e5 bílý král · a4 bílý dáma | b7 černý král · b6 bílý jezdec · a5 bílý střelec · b5 bílý jezdec · e5 bílý král · a4 bílý dáma | b7 černý král · b6 bílý jezdec · a5 bílý střelec · b5 bílý jezdec · e5 bílý král · a4 bílý dáma | b7 černý král · b6 bílý jezdec · a5 bílý střelec · b5 bílý jezdec · e5 bílý král · a4 bílý dáma | b7 černý král · b6 bílý jezdec · a5 bílý střelec · b5 bílý jezdec · e5 bílý král · a4 bílý dáma | 6 |
| 5 | b7 černý král · b6 bílý jezdec · a5 bílý střelec · b5 bílý jezdec · e5 bílý král · a4 bílý dáma | b7 černý král · b6 bílý jezdec · a5 bílý střelec · b5 bílý jezdec · e5 bílý král · a4 bílý dáma | b7 černý král · b6 bílý jezdec · a5 bílý střelec · b5 bílý jezdec · e5 bílý král · a4 bílý dáma | b7 černý král · b6 bílý jezdec · a5 bílý střelec · b5 bílý jezdec · e5 bílý král · a4 bílý dáma | b7 černý král · b6 bílý jezdec · a5 bílý střelec · b5 bílý jezdec · e5 bílý král · a4 bílý dáma | b7 černý král · b6 bílý jezdec · a5 bílý střelec · b5 bílý jezdec · e5 bílý král · a4 bílý dáma | b7 černý král · b6 bílý jezdec · a5 bílý střelec · b5 bílý jezdec · e5 bílý král · a4 bílý dáma | b7 černý král · b6 bílý jezdec · a5 bílý střelec · b5 bílý jezdec · e5 bílý král · a4 bílý dáma | 5 |
| 4 | b7 černý král · b6 bílý jezdec · a5 bílý střelec · b5 bílý jezdec · e5 bílý král · a4 bílý dáma | b7 černý král · b6 bílý jezdec · a5 bílý střelec · b5 bílý jezdec · e5 bílý král · a4 bílý dáma | b7 černý král · b6 bílý jezdec · a5 bílý střelec · b5 bílý jezdec · e5 bílý král · a4 bílý dáma | b7 černý král · b6 bílý jezdec · a5 bílý střelec · b5 bílý jezdec · e5 bílý král · a4 bílý dáma | b7 černý král · b6 bílý jezdec · a5 bílý střelec · b5 bílý jezdec · e5 bílý král · a4 bílý dáma | b7 černý král · b6 bílý jezdec · a5 bílý střelec · b5 bílý jezdec · e5 bílý král · a4 bílý dáma | b7 černý král · b6 bílý jezdec · a5 bílý střelec · b5 bílý jezdec · e5 bílý král · a4 bílý dáma | b7 černý král · b6 bílý jezdec · a5 bílý střelec · b5 bílý jezdec · e5 bílý král · a4 bílý dáma | 4 |
| 3 | b7 černý král · b6 bílý jezdec · a5 bílý střelec · b5 bílý jezdec · e5 bílý král · a4 bílý dáma | b7 černý král · b6 bílý jezdec · a5 bílý střelec · b5 bílý jezdec · e5 bílý král · a4 bílý dáma | b7 černý král · b6 bílý jezdec · a5 bílý střelec · b5 bílý jezdec · e5 bílý král · a4 bílý dáma | b7 černý král · b6 bílý jezdec · a5 bílý střelec · b5 bílý jezdec · e5 bílý král · a4 bílý dáma | b7 černý král · b6 bílý jezdec · a5 bílý střelec · b5 bílý jezdec · e5 bílý král · a4 bílý dáma | b7 černý král · b6 bílý jezdec · a5 bílý střelec · b5 bílý jezdec · e5 bílý král · a4 bílý dáma | b7 černý král · b6 bílý jezdec · a5 bílý střelec · b5 bílý jezdec · e5 bílý král · a4 bílý dáma | b7 černý král · b6 bílý jezdec · a5 bílý střelec · b5 bílý jezdec · e5 bílý král · a4 bílý dáma | 3 |
| 2 | b7 černý král · b6 bílý jezdec · a5 bílý střelec · b5 bílý jezdec · e5 bílý král · a4 bílý dáma | b7 černý král · b6 bílý jezdec · a5 bílý střelec · b5 bílý jezdec · e5 bílý král · a4 bílý dáma | b7 černý král · b6 bílý jezdec · a5 bílý střelec · b5 bílý jezdec · e5 bílý král · a4 bílý dáma | b7 černý král · b6 bílý jezdec · a5 bílý střelec · b5 bílý jezdec · e5 bílý král · a4 bílý dáma | b7 černý král · b6 bílý jezdec · a5 bílý střelec · b5 bílý jezdec · e5 bílý král · a4 bílý dáma | b7 černý král · b6 bílý jezdec · a5 bílý střelec · b5 bílý jezdec · e5 bílý král · a4 bílý dáma | b7 černý král · b6 bílý jezdec · a5 bílý střelec · b5 bílý jezdec · e5 bílý král · a4 bílý dáma | b7 černý král · b6 bílý jezdec · a5 bílý střelec · b5 bílý jezdec · e5 bílý král · a4 bílý dáma | 2 |
| 1 | b7 černý král · b6 bílý jezdec · a5 bílý střelec · b5 bílý jezdec · e5 bílý král · a4 bílý dáma | b7 černý král · b6 bílý jezdec · a5 bílý střelec · b5 bílý jezdec · e5 bílý král · a4 bílý dáma | b7 černý král · b6 bílý jezdec · a5 bílý střelec · b5 bílý jezdec · e5 bílý král · a4 bílý dáma | b7 černý král · b6 bílý jezdec · a5 bílý střelec · b5 bílý jezdec · e5 bílý král · a4 bílý dáma | b7 černý král · b6 bílý jezdec · a5 bílý střelec · b5 bílý jezdec · e5 bílý král · a4 bílý dáma | b7 černý král · b6 bílý jezdec · a5 bílý střelec · b5 bílý jezdec · e5 bílý král · a4 bílý dáma | b7 černý král · b6 bílý jezdec · a5 bílý střelec · b5 bílý jezdec · e5 bílý král · a4 bílý dáma | b7 černý král · b6 bílý jezdec · a5 bílý střelec · b5 bílý jezdec · e5 bílý král · a4 bílý dáma | 1 |
|   | a                                                                                               | b                                                                                               | c                                                                                               | d                                                                                               | e                                                                                               | f                                                                                               | g                                                                                               | h                                                                                               |   |